# Fá sustenido maior
Fá sustenido maior (abreviatura no sistema europeu Fá♯ M e no sistema americano F♯) é a tonalidade que consiste na escala maior de fá sustenido e contém as notas fá sustenido, sol sustenido, lá sustenido, si, dó sustenido, ré sustenido, mi sustenido e fá sustenido. A sua armadura contém seis sustenidos.
A sua tonalidade relativa é ré sustenido menor, e a sua tonalidade homónima é fá sustenido menor. O seu equivalente enarmónico é sol bemol maior.

## Usos
Domenico Scarlatti compôs apenas duas sonatas nesta tonalidade, as K.318 e K.319. Nenhuma das suas sonatas está numa tonalidade com mais sustenidos. A única sinfonia do repertório padrão seria a Sinfonia n.º 10 de Gustav Mahler, que ficou inacabada (embora haja alguns movimentos de outras sinfonias que estejam nesta tonalidade). Duas das sonatas para piano de Alexander Scriabin, as n.º 4 e n.º 5, estão em fá sustenido maior. É usada em sinestesia para representar a cor celeste.

## Obras clássicas famosas nesta tonalidade
- Sonata para piano n.º 24 Op. 78 - Ludwig van Beethoven
- A cena da apresentação da Rosa no II acto da ópera Der Rosenkavalier de Richard Strauss está escrita nesta tonalidade.
- O Coro dos Escravos Hebreus Va Pensiero da ópera Nabucco do italiano Giuseppe Verdi, um dos hinos da imigração italiana e serviu de tema do extinto Partido Liberal (PL).
- Sonata para Piano Opus 78 (Primeiro Movimento)[1] - Ludwig van Beethoven